# Slag bij Gaza (312 v.Chr.)
De Slag bij Gaza was een veldslag in 312 v.Chr. tijdens de Derde Diadochenoorlog tussen Ptolemaeus I Soter (satraap van Egypte) en Demetrios Poliorketes (zoon van Antigonos I Monophthalmos, satraap in Klein-Azië).
Ptolemaeus besloot tot een invasie van Syrië. Met 18.000 voetsoldaten en 4000 ruiters arriveerde hij in Gaza vroeg in 312 v.Chr. Demetrios daagde hem uit tot strijd.

## Opstelling[bron?]
Demetrios:
- linkerflank: 2900 ruiters, 1500 lichte voetsoldaten en 30 krijgsolifanten onder Demetrios' bevel
- centrum: 11.000 voetsoldaten in falanx en 13 olifanten
- rechterflank: 1500 ruiters

Ptolemaeus:
- linkerflank: 3000 ruiters
- centrum: 18.000 falanx
- rechterflank: 1000 ruiters

## Gevolgen
Voor Ptolemaeus was de winst beperkt: Palestina was veroverd, en hij had graag doorgezet naar Fenicië en Syrië, maar bij Tyrus werd zijn leger tegengehouden door een nieuw Antigonidisch leger. De echte overwinnaar was Seleucus, die met het leger dat hij van zijn bondgenoot Ptolemaeus had gekregen het volgende jaar zijn door Antigonos ontstolen satrapie Babylonië kon heroveren, dat het kerngebied van het Seleucidische Rijk zou worden. 312 v.Chr. werd dan ook het begin van de Seleucidische jaartelling. De nederlaag van de Antigoniden betekende een nieuwe slag voor de eenheid van het verbrokkelende Macedonische Rijk, 11 jaar na het overlijden van stichter Alexander de Grote.